# Gilberto Martínez Arango
Gilberto Martínez Arango (Medellín, 24 de marzo de 1934-Medellín, 3 de enero de 2017) fue un director de teatro y dramaturgo colombiano. Fue uno de los precursores del teatro en dicho país.

## Biografía
Giberto Martínez Arango nació en Medellín en 1934. Estudió cirugía en la Universidad de Antioquia, especializado en Cardiología en el Instituto Nacional de Cardiología de México. Regresó a Colombia a desempeñar como secretario de Educación Municipal de Medellín en 1968, entre sus desempeños están de profesor de las facultades de Arte y Medicina de la Universidad de Antioquia, fundador de la Escuela Municipal de Teatro y de Casa del Teatro de Medellín, se ocupó hasta su muerte.
Inició sus trabajos como actor en el grupo de teatro El Duende y como director en el grupo El Triángulo. Viaja a México y a Estados Unidos, donde realiza estudios de Teatro en la Universidad Autónoma de México y de Medicina en la Fellow American Heart Association de California y se especializa en Hemodinamia en Nueva Orleans. En 1965 regresa al país. Monta su primera obra Los mofetudos y es Premio Nacional de Dramaturgia con el Grito de los ahorcados. 
Después de Fundar la Escuela Municipal de Teatro participa en la creación de los grupos: Teatro Libre, el Bululú y el Tinglado. Ha recibido diferentes reconocimientos como: Profesor Honorario de la Universidad de Antioquia y distinguido como “El Hombre Creador de la Energía” en 1988. Certificado como escritor por la “International Write” Universidad de Colorado. Jurado en varios premios nacionales e internacionales y autor de varias obras y ensayos teatrales. Falleció el 3 de enero de 2017 a causa de un parada cardiorrespiratoria en su residencia en Medellín.